# 日本とカメルーンの関係
日本とカメルーンの関係（にほんとカメルーンのかんけい、英語: Japan–Cameroon relations）では、日本とカメルーンの関係について概説する。

## 両国の比較
|             | カメルーン                 | 日本                           | 両国の差                    |
| ----------- | -------------------------- | ------------------------------ | --------------------------- |
| 人口        | 2587万6380人（2019年）     | 1億2649万人（2019年）          | 日本はカメルーンの約4.9倍   |
| 国土面積    | 47万5440 km²               | 37万7972 km²                   | カメルーンは日本の約1.3倍   |
| 首都        | ヤウンデ                   | 東京都                         |                             |
| 最大都市    | ドゥアラ                   | 東京都区部                     |                             |
| 政体        | 共和制 大統領制            | （民主制）議院内閣制           |                             |
| 公用語      | 英語 フランス語            | 日本語（事実上）               |                             |
| 国教        | なし                       | なし                           |                             |
| GDP（名目） | 390億735万米ドル（2019年） | 5兆817億7695万米ドル（2019年） | 日本はカメルーンの約130.2倍 |

## 歴史
1960年1月、カメルーンは独立すると日本はすぐさま同国を国家承認し、外交関係が樹立した。1988年、カメルーンは駐日カメルーン大使館を東京に開設し、遅れて1991年には日本も首都ヤウンデに駐カメルーン日本大使館を開設した。なお、駐カメルーン日本大使館については中央アフリカとチャドにおける日本大使館を兼轄している。要人往来としては1973年に当時カメルーン大統領であったアマドゥ・アヒジョが非公式に来日した事が初めてであった。2006年には、ポール・ビヤ大統領が公式実務訪問賓客として来日し当時総理大臣であった小泉純一郎と首脳会談を開催、日本はアフリカとの一層の関係強化を申し出たのに対して、カメルーンはODAへの感謝と日本の常任理事国参入への支持を表明した。

## 現況
貿易面では、カメルーンにとって日本はフランスとドイツに次ぐ第三位の貿易相手国である。金額としては、2019年の対日輸出が22.7億円に対し、対日輸入が36億円とカメルーンの大幅な赤字となっている。主要品目は輸出品が木材、ココアの原材料となるカカオで約九割を超え、僅かながら石油も産出する事からエネルギー面でも繋がりがある。一方、対日輸入の主要品目は機械類・輸送機器、繊維、医薬品、ゴム製品、自動車など多岐にわたっている。
教育面でも交流があり、カメルーンでは開発援助の一環として日本による小学校のモデル校建設が1997年以来行われているが、現地では「日本の学校」と呼ばれる。そのほか開発援助の一環としてはインフラ投資や食糧支援が行われており、日本はフランス、ドイツ、米国に次ぐ第四位の開発援助国である。2005年1月17日には技術協力協定が締結され、科学技術分野での支援も模索されている。また、内戦や情勢不安などで中央アフリカやチャドに大使館を設置していない事もあり直接の支援が困難で、両国支援の起点ともなっている。
スポーツでは最も緊密な交流があり、カメルーンはサッカー強豪国として知られている事からワールドカップ出場の常連で、2010年南アフリカワールドカップでは直接対決している。そのほか、日韓共催サッカーW杯の同国代表キャンプ地であった大分県中津江村（現日田市）は2003年、大統領出身地であったメヨメサラ市と友好親善協定締結した。中江津村はその後もカメルーンがワールドカップに出場するたび、村をあげての応援をしている。2017年8月には、大分カメルーン共和国友好協会が発足した。カメルーン人選手としては、パトリック・エムボマがガンバ大阪や東京ヴェルディ、ヴィッセル神戸に所属して活躍したほか、2022 FIFAワールドカップを日本で開催するための「招致アンバサダー」に就任した。

## 外交使節

### 駐日カメルーン大使
1. エティエンヌ・ンツァマ（大使館開設前より赴任、1987～2002年）[15][16]
2. ルジューヌ・ンベラ・ンベラ （フランス語版）（外務大臣（英語版）、2002～2006年[17]、信任状捧呈は7月18日[18]）[15]
  - （臨時代理大使）アポリネール・エソンバ（2006～2008年）
3. ピエール・ンジェンゲ（2008年～、信任状捧呈は5月29日[19]）[15]